# Torleiv Agdestein
Torleiv Agdestein, född 11 december 1883 i Stord, död 28 februari 1959 i Oslo, var en norsk skulptör.
Han var son till lantbrukaren Reinert Andersson Agdestein och Synneva Serine Tyse samt gift med Magnhild Lindeman 1923-1955. Agdestein studerade konst för träsnidaren Lars Kinsarvik i Hardanger 1902-1905 som följdes av studier för Christian Koren-Wiberg vid Den tekniske aftenskole i Bergen 1907-1908. Han var därefter anställd vid Johannes Tvedts ateljé. Samtidigt studerade han teckning för Lars Utne vid Den kgl. Tegneskole 1908–1809. Han studerade skulptur en under tre månader 1916 för Gunnar Utsond vid Statens Kunstakademi men det var tiden han studerade för Utne som blev avgörande för hans konstnärskap. Han debuterade 1912 i Statens Kunstutstilling och har därefter medverkat i ett flertal grupp- och samlingsutställningar bland annat i Svart og hvitt på Kunstnernes Hus  1934 och Nasjonalgalleriets retrospektive utstilling over norsk kunst 1940. Separat ställde han ut några gånger på Blomqvist Kunsthandel i Oslo. Bland hans offentliga arbeten märks bysten av Baard Haugland för Stortinget, statyn över Lars Eskeland och krigsminnesmärket Over de falne för Stord kirke. Hans konst består av rundskulpturer, porträttbyster och reliefer utförda i gips eller brons. Agdestein är representerad vid Sunnhordland Folkemuseum i Stord.